# 이창언
이창언(李昌言, ? ~ 884년)은 당나라 말기의 군벌로, 전임 봉상절도사였던 전 재상 정전을 타도한 후 중화 원년(881년)부터 중화 4년(884년)까지 절도사의 신분으로 봉상군을 통제하였다.

## 생애

### 가세(家世)와 초기 행적
이창언의 출신 배경에 대해서는 알려져 있지 않다. 당나라의 정사인 《구당서》와 《신당서》중 어느 것도 그의 열전이 수록되어 있지 않았기 때문이다. 그에 대한 역사상 최초의 언급은 877년에 있었다. 알려진 것은 당시 그가 좌무위대장군(左武衛大將軍)으로 있었다는 것이다. 그 해 9월에 농민 대반란군 왕선지가 산남동도(山南東道, 본부는 지금의 후베이성 샹판시에 있었다) 번진 관하의 안주(安州, 지금의 후베이성 샤오간시)와 수주(隨州, 지금의 후베이성 쑤이저우시)를 함락시켰다. 당시의 산남동도 절도사 이복(李福)은 조정에 구원병을 요청하였고, 조정에서는 이창언에게 봉상군 5백 기(騎)를 이끌고 전선으로 나아가게 하였다. 그러자, 왕선지는 복주(復州, 지금의 후베이성 톈먼시)·영주(郢州, 지금의 후베이성 징먼시) 등지로 반전, 이동하였다.

### 봉상군을 장악하다
881년, 당시 정전은 봉상절도사 겸 경성사면제군행영도통(京城四面諸軍行營都統, 당시의 농민 대반란군 황소와 맞서는 전 지역 방면군 총사령관)로 있었다. 황소가 그 해 초에 황도(皇都) 장안을 점령하고, 당시의 황제였던 당 희종이 성도로 피신할 수밖에 없게 한 이후였다. 이때 이창언은 봉상군의 행군사마(行軍司馬)로 있었고, 흥평(興平, 지금의 산시성 셴양시의 현급시인 싱핑시)에 주둔하고 있었다.
이 무렵, 자신을 새 나라 제나라의 황제임을 선포한 황소와의 전쟁이라는 좀처럼 결판이 나지 않는 특성 때문에, 봉상부(鳳翔府) 내의 창고는 고갈되어 가고 있었고, 정전은 장병들이 기대하였던 것보다 적은 포상을 장병들에게 주고, 그들의 급여를 삭감하고 있었다. 장병들이 적은 포상과 급여 때문에 불쾌해 하는 것을 안 이창언은 그들의 불만을 부채질하였다. 881년 겨울 10월, 그는 흥평에서 그의 군대를 이끌고 봉상군의 수도인 봉상부로 돌아가서 공격 태세에 들어갔다. 자신의 부하들이 서로 싸우는 것을 원치 않던 정전은 이창언에게 전권을 이양하고 당 희종과 합류하기 위해 성도로 향하였으나, 도중에 사의를 표명하기도 하였다. 희종은 정전을 태자소부(太子少傅)로 삼고, (당시에는 아직 태자가 없었기 때문에, 이 직책은 완전히 명예직이었다) 이창언을 절도사 겸 행영초토사(行營招討使)에 임명하였다. 그리고 그 이듬해인 882년 2월에는 경성서면도통(京城西面都統. 대황소 작전을 맡은 장안 서부 지역 방면군 사령관)에 임명하였다.

### 절도사로서
이창언이 대황소 작전에서 어떤 임무를 수행하였는지는 분명하지 않다. 883년, 당 희종은 그에게 동중서문하평장사의 명예 재상 직함을 수여하였다.
그 해 연말에 황소가 패배하고 당군이 장안을 탈환하자, 희종은 장안으로 돌아갈 준비를 시작하였다. 이때, 정전은 다시 재상 직을 맡고 있었으나, 당대의 막강한 권력 실세였던 환관 전령자와 그의 형인 서천절도사(西川節度使, 본부는 지금의 쓰촨성 청두시에 있었다) 진경선 형제와 많은 문제로 첨예하게 대립하고 있었다. 정전이 스스로 사직하도록 하기 위해, 전령자와 진경선 형제는 이창언에게 편지를 보내 다음과 같이 말하였다.
| “ | 장병들이 말썽을 일으키고 있다. 정전이 폐하를 따라 수도로 돌아올 때, 그가 이곳을 지나가게 하지 말아야 한다. | ” |

자신이 위협받고 있음을 간파한 정전은 이에 사의를 표명하였다.
884년, 이창언은 병으로 위독해졌다. 그는 동생 이창부를 유후(留後)로 임명한 이후 사망하였다. 희종은 이창부를 절도사로 임명하였다.

## 출전·주해 및 참고 문헌
1. ↑  《자치통감》권253.
2. 1 2  《자치통감》권254.
3. 1 2 3 4  《자치통감》권255.
4. ↑  《자치통감》권256.

| 전임 정전 | 봉상절도사 881년 ~ 884년 | 후임 이창부 |